# Csák Demeter (országbíró)
Csák nembeli Demeter (? – ?, 1245 után, de 1254 előtt) magyar főúr, II. András és IV. Béla uralkodása alatt országbíró (1233–1234, 1242–1245), élete során Vas, Pozsony, Bács, Csanád és Moson vármegyék ispánja is volt.

## Életútja
A Csák nemzetség Pápocot és Ugodot birtokló ugodi ágának sarja, Csák nembeli Luka (vagy Lukács) fia volt. Testvére volt Csák nembeli Pózsa, egyes feltevések szerint pedig Csák nembeli Ugrin kalocsai érsek is.
Demeter 1217–1218-ban az uralkodó kíséretében részt vett II. András magyar király szentföldi hadjáratában. András bizalmi embereként 1217-től 1230-ig asztalnokmester, ezzel párhuzamosan 1217-től 1224-ig Vas, 1225-től 1229-ig Pozsony vármegye ispánja volt. 1221-ben Boglár birtokosa lett, 1222-ben egyike volt az Aranybullát kézjegyükkel megerősítő főuraknak. II. András 1225 előtt Demeternek adományozta az addig a szentmártoni (ma pannonhalmi) bencésekhez tartozó küszéni monostort, hogy várrá alakíthassa át. A bencések és Demeter között pereskedés indult, amelyre válaszul az asztalnokmester magához ragadta a bencések abdai birtokát is. A szerzetesrend több pápai bullát is kijárt Abda visszaszerzése érdekében (1225, 1227–1228, 1238, 1244), de Csák Demeter haláláig sem szolgáltatta vissza a falut. Az erőszakos birtokszerzés nem volt idegen Demetertől, egy másik korabeli említés szerint a veszprémi káptalan merenyei birtokát is igyekezett magához ragadni.
1233–1234-ben Demeter az országbírói feladatokat látta el, egyúttal Bács vármegye ispánja is volt. 1230-ban az uralkodóval szemben annak fia, Béla herceg – a későbbi IV. Béla – pártjához csatlakozott. Béla 1235-ös trónra lépését követően, 1237 és 1241 között Demeter Csanád vármegyei ispán volt, 1242 és 1245. április 26-a között pedig másodszor is betöltötte az országbírói tisztséget, egyúttal Moson vármegye ispáni hivatalát viselte. 1245 utáni éveiről nem tudni.
Demeter egy ismeretlen nevű leánygyermeket és három fiúutódot hagyott maga után: Csákot, aki báni címmel rendelkezett és bakonyi örökös gróf volt, valamint Ugodot és Ádámot. A Demetertől származó ugodi ágnak dédunokájában, Csák nembeli Móricban (1291–1336) szakadt magva, aki bár megházasodott, később domonkos szerzetessé lett.